# Mi-46 (航空機)
Mi-46
- 用途：輸送・懸架用ヘリコプター
- 製造者：M・L・ミーリ記念モスクワ・ヘリコプター工場
- 運用者：-

Mi-46は1992年に公表された旅客・貨物輸送・懸架クレーンヘリコプターの計画。10トン〜12トンの運搬能力を持ちます。 Mi-46TとMi-46Kの2形式があり、Mi-46TはMi-6との交換に向いた14トン程度の旅客・貨物輸送用のヘリであり、Mi-64KはMi-10との交換に向いた懸架用です。
メインローターは7枚、テイルローターは5枚と考えられており、着陸脚には車輪が取り付けられます。

## Mi-46T
タイプはツインターボシャフト旅客または、貨物輸送ヘリコプター。 
プロジェクトは 1992 年夏に発表されました。それ以上の発表はありません。 
設計の特徴としては、Mi-6 の代替品で、TO 重量は Mi-26 の半分をわずかに超えています。基本的なな構成は Mi-26 に似ています。メインローターは7枚、テールローターは5枚あります。各ユニットに双輪を備えた非格納式三輪車着陸装置を採用。後部積み込みランプとドア。エンジンは船倉の上、メインロータードライブシャフトの前方にあります。

## Mi-46K
ヘリコプターのタイプはツインターボシャフト飛行クレーン ヘリコプター
プロジェクトは 1992 年夏に発表されました。その後の発表はありません。 
Mi-46T の胴体機首、飛行甲板、動的コンポーネントを利用した典型的な大型飛行クレーン構成の Mi-10K の代替品。底が平らで中央と後部が浅く、短いスタブウィングと長い三脚で固定された主輪ユニットを備えています。メインロータードライブシャフトの真下にペイロード用のスリングケーブルがあります。

## 註
1. ↑  Mi-46 project